# Antonio Candido
Antonio Candido de Mello e Souza (n. 24 iulie 1918, Rio de Janeiro, Districtul Federal⁠(d), Brazilia – d. 12 mai 2017, São Paulo, São Paulo, Brazilia) a fost un scriitor, profesor, sociolog și critic literar brazilian. În calitate de critic al literaturii braziliene, este considerat ca fiind unul dintre cei mai importanți cercetători în domeniu de către universitățile braziliene. A fost co-câștigătorul Premiului Jabuti⁠(d) pentru eseuri în 1965 și a primit Premiul Machado de Assis⁠(d) în 1993, Premiul Camões în 1998 și Premiul Internațional Alfonso Reyes în 2005.
Candido a fost profesor emerit la Universitatea din São Paulo și Universitatea de Stat din São Paulo și doctor honoris causa de la Universitatea din Campinas.

## Biografie
Fiu al lui Aristides Candido de Mello e Souza, doctor în medicină, și al lui Clarisse Tolentino de Mello e Souza, și-a petrecut cea mai mare parte a copilăriei în mediul rural brazilian, în statele Minas Gerais și São Paulo. În această perioadă, nu a frecventat școala, fiind învățat acasă de mama sa. În 1937, el și familia sa s-au stabilit în São Paulo, unde a primit educație formală. În 1939, Candido a început să studieze dreptul la Universitatea din São Paulo, un curs pe care îl va abandona în cele din urmă pentru a studia filozofia la aceeași universitate.
Primele sale lucrări critice au fost publicate în 1941, în revista Clima, co-fondată de el însuși, iar, în anul următor a început să predea la Universitatea din São Paulo, mai întâi la departamentul de sociologie și mai târziu, o funcție pe care o va avea deține, deși pentru un scurt interval de pauză din 1958 până în 1960, timp de treizeci și șase de ani. Candido a predat și literatura braziliană la Universitatea din Paris, între 1964 și 1966, și a devenit cercetător invitat la Universitatea Yale doi ani mai târziu.
Principala sa lucrare de critică literară a fost publicată în 1959, intitulată Formação da Literatura Brasileira (literal, „Formarea literaturii braziliene), un studiu extrem de polemic și influent despre fundamentele artei literare din țara sa.
Candido a fost, de asemenea, activ în politică în multe perioade ale vieții sale: a fost militant împotriva Estado Novo al lui Getúlio Vargas și a ajutat la înființarea Partidului Muncitorilor⁠(d) în 1980.
Candido s-a căsătorit cu Gilda de Melo e Sousa în 1943, o eseistă braziliană și colegă profesor la Universitatea din São Paulo, cu care are trei fiice.
Candido a fost internat la Spitalul Albert Einstein din São Paulo cu câteva zile înainte de moartea sa, pe 12 mai 2017, din cauza unei hernii hiatale. Avea 98 de ani.

## Lucrări majore
- Introdução ao Método Crítico de Sílvio Romero – 1945
- Brigada Ligeira – 1945
- Ficção e Confissão – 1956
- O Observador Literário – 1959
- Formação da Literatura Brasileira – Momentos Decisivos – 1959
- Presença da Literatura Brasileira – 1964 – com J. Aderaldo Castello
- Tese e Antitese – 1964
- Os Parceiros do Rio Bonito – 1964
- Literatura e Sociedade – 1965
- Literatura e Cultura de 1900 a 1945–1970
- Vários Escritos – 1970
- Teresina Etc. – 1980
- Na Sala de Aula – 1985
- A Educação pela Noite e Outros Ensaios – 1987
- O Discurso ea Cidade – 1993
- Recortes – 1993
- O Romantismo no Brasil – 2002
- Um Funcionário da Monarquia – 2002
- O Albatroz eo Chinês – 2004
- Iniciação à Literatura Brasileira – 2004